# برزووا، ایوانئیتسا
برزووا (به صربی: Brezova) یک روستا در صربستان است که در ایوانئیتسا واقع شده‌است.
 برزووا ۲۲٫۴۵ کیلومتر مربع مساحت و ۴۸۳ نفر جمعیت دارد.